# Annales des ponts et chaussées
Annales des ponts et chaussées est une revue institutionnelle française, issue de l'École des ponts et chaussées et du corps des ingénieurs des ponts et chaussées. Elle publie des articles scientifiques, techniques et administratifs, majoritairement produits par des ingénieurs des ponts et chaussées.
La revue créée en 1831 arrête ses publications en 1971, mais une nouvelle série débute en 1977.

## Histoire

### Les Annales (1831-1970)
En 1831, le directeur général des ponts et chaussées, Louis Bérard, dans une lettre datée du 1er février, indique la « nécessité de publier un recueil périodique sous le titre « Annales des Ponts et Chaussées ». Pour arriver à cet objectif, il propose qu'une commission soit constituée afin d'étudier la publication de ce périodique. C'est Gaspard de Prony qui s'en charge avec, notamment, l'aide d'Alexis Legrand. La commission se réunit cinq fois entre le 11 février et le 1er avril et la première parution des Annales des Ponts et Chaussées a lieu le 1er mai 1831.
Après le grand développement du XIXe siècle, la Première Guerre mondiale est la première phase du déclin de la revue et la Seconde Guerre mondiale marque de nouveau une brusque baisse qui ne sera pas surmontée par la suite. Déjà affaiblie, la revue, dans les années 1960, va être confrontée, à la concurrence de nouvelles publications, au manque d'envie des ingénieurs pour publier dans ses colonnes, et au choc de 1968. Le 25 juin 1970, la commission constate que les appels aux ingénieurs pour fournir des articles n'ont pas eu d'influence ; elle cherche des remèdes, comme une fusion, mais les importantes pertes financières provoquent l'arrêt de la publication en 1971.

### Les Annales nouvelle série depuis 1977
Sous l'impulsion de la direction de l'école, André Pasquet, son directeur, et Michel Bonnet, son adjoint, une reprise des publications fait son chemin. En 1976, cette idée est soutenue par le ministère de l'Équipement et le conseil général des ponts et chaussées. Afin de résoudre les problèmes rencontrés lors de l'arrêt de 1971, les rapports entre la commission et l'éditeur sont revus et l'école signe une convention avec les éditions Yves Colombot. Un rédacteur en chef est choisi parmi les professeurs et d'autres enseignants sont appelés à participer activement à cette nouvelle série des Annales renouvelées pour s'adapter aux réalités de l'époque. Le premier numéro sort en 1977 et la périodicité est de quatre numéros par an.
En 1981, pour les 150 ans de sa création, la revue tient ses objectifs. Elle a 600 abonnés pour un tirage de 1 000 exemplaires et l'école en reçoit 150 pour des échanges avec d'autres revues et des distributions gratuites.

## Les annales numérisées
Les numéros publiés de 1831 à 1931 sont disponibles, à la consultation et au téléchargement, sur le site Gallica en faisant la requête « Annales des ponts et chaussées ».